# Incendios forestales en California de octubre de 2007

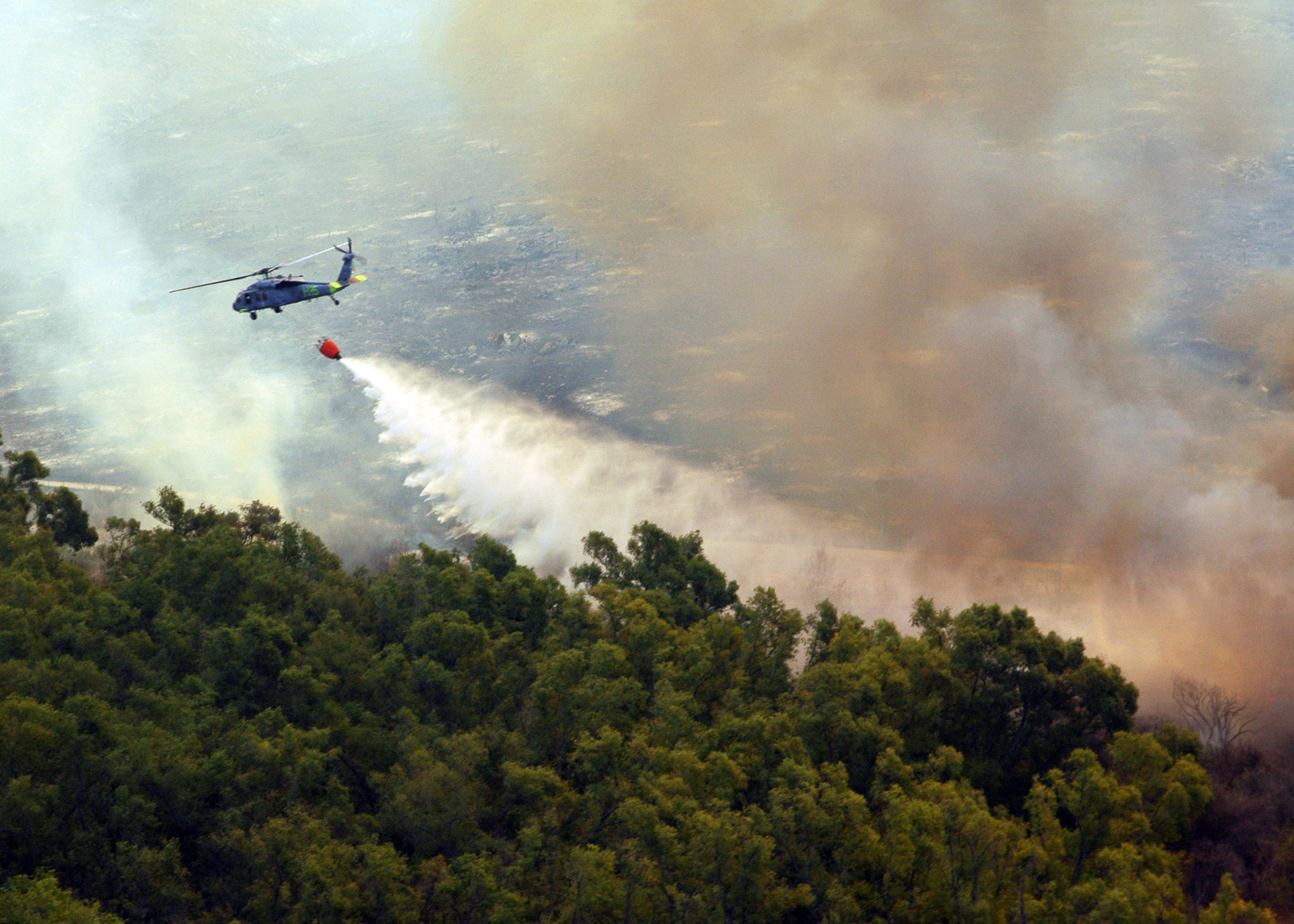
Un helicóptero del gobierno de Estados Unidos da ayuda a los bomberos que intentan apagar el fuego.

Los incendios en California de octubre de 2007 fueron un total de veintitrés y azotaron el sur del estado. Se iniciaron el 20 de octubre, forzando la evacuación de alrededor de un millón de habitantes, destruyendo mil quinientas casas y estructuras y amenazando cincuenta y seis mil más. Destruyeron quinientos mil acres (dos mil km²) de tierra desde Santa Bárbara hasta la frontera mexicana. Causaron la muerte de diecisiete personas (de las cuales, solo siete han sido oficializadas) y heridas a dieciséis bomberos, por lo menos, y a otras setenta personas.
El gobernador Arnold Schwarzenegger declaró en estado de emergencia a siete condados de California. El presidente Bush realizó la misma acción, y pidió la ayuda federal para complementar el del Estado y los esfuerzos de la respuesta local. Cerca de 6000 bomberos fueron ayudados por las Fuerzas Armadas, la Guardia Nacional, 3000 prisioneros (por crímenes no violentos) y bomberos de Tijuana y Tecate.
Un factor contribuyente del fuego fue la sequía que se presenta en California del Sur. A su vez, los fuegos se abanicaron y se extendieron por los fuertes vientos de Santa Ana. Entre los días 26 y 27 de octubre el clima se registró más fresco y nublado, disminuyendo así la expansión de los fuegos. Desde el día 28 de octubre, un repentino cambio del tiempo provocó ligeras precipitaciones en el estado, beneficiando así al equipo de bomberos.
Algunos de los fuegos fueron iniciados por pirómanos. La Policía local arrestó a cinco sospechosos tras concluir que dos de los mayores focos en Orange y Riverside fueron iniciados intencionadamente. El 31 de octubre informaron a su vez, que uno de los fuegos más destructivos en el condado de Los Ángeles (Buckweed Fire), fue originado por un niño que jugaba con fósforos. El menor está con identidad reservada.
El 3 de noviembre, autoridades estadounidenses exhortaron a los californianos a estar alerta el fin de semana ante condiciones favorables a la producción de incendios, debido a un aparente clima seco, pero esto no causó ningún percance. Los incendios causaron daños estimados en 1,600 millones de dólares, sin calcular las pérdidas agrícolas. El 6 de noviembre el estado de California afirmó que los incendios estaban bajo control. El 9 de noviembre, el Santiago Fire y el Poomacha Fire fueron finalmente apagados, terminando así la serie de incendios.
El 24 de noviembre un nuevo incendio apareció cerca de Malibú, pero no causó mayor alarma y fue apagado en días posteriores.

## Desarrollo

### California

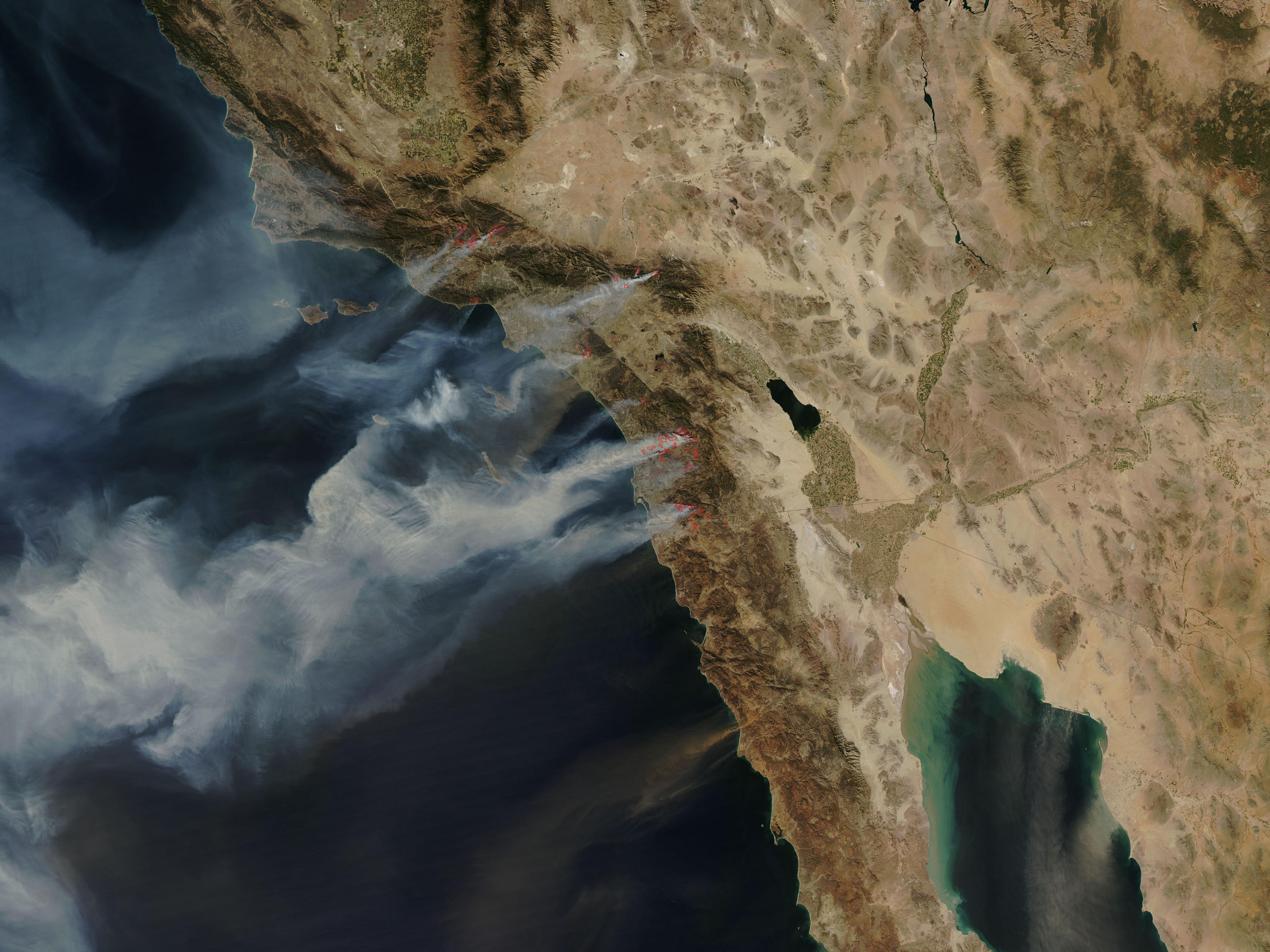
Vista satelital de la extensión de los incendios el día 22 de octubre.

Los incendios afectaron a las localidades del condado de Los Ángeles, donde las autoridades ordenaron la evacuación de 250 000 habitantes.
Al este de San Diego se localizó uno de los mayores focos, cerca de la frontera con México.
Otras localidades afectadas fueron Agua Dulce, Chatsworth, Castaic, etc. En otros lugares de California meridional, hubo incendios en Witch Creek y en Potrero en el condado de San Diego.

#### San Diego
San Diego fue el condado más azotado por los incendios. A partir de la noche del 22 de octubre de 2007, se destruyeron 5000 casas. Aproximadamente 500 000 personas estuvieron bajo los órdenes obligatorias de evacuar, siendo la evacuación más grande en la historia de la región. Los evacuados fueron reunidos en el Qualcomm Stadium, varios high schools y otros refugios a lo largo del condado. Oficiales estimaron que se refugiaron a 10 000 en Qualcomm. Además se les proporcionó recursos de primera necesidad, además que voluntarios realizaron juegos con los niños, y un pequeño concierto de rock.
Los datos actuales en los incendios han sido proporcionados por el Departamento de Silvicultura y Protección de Fuego de California. En este condado se han destruido cerca de 370 000 acres (1494,5 km²).
| Incendio       | Día de inicio | Controlado el  | Información |
| -------------- | ------------- | -------------- | --- |
| Witch          | 21 de octubre | 6 de noviembre | Destrucción de 197 990 acres (801,2 km²), valorada la pérdida en $18 millones. Dos muertos, 40 bomberos y dos civiles heridos. |
| Harris         | 21 de octubre | 5 de noviembre | Destrucción de 90 440 acres (365,9 km²), valorada la pérdida en $21 millones. Cinco muertos, 34 bomberos y 21 civiles heridos. |
| Poomacha       | 23 de octubre | 9 de noviembre | Destrucción de 49 410 acres (199,9 km²), valorada la pérdida en $20,6 millones. 15 bomberos heridos.                           |
| Horno/Ammo     | 23 de octubre | 29 de octubre  | Destrucción de 21 004 acres (85 km²), valorada la pérdida en $0,71 millones. Seis heridos.                                     |
| Rice           | 22 de octubre | 1 de noviembre | Destrucción de 9472 acres (38,3 km²), valorada la pérdida en $6,5 millones. Cinco heridos.                                     |
| McCoy          | 21 de octubre | 30 de octubre  | Destrucción de 353 acres (1,4 km²). No se reportaron heridos.                                                                  |
| Coronado Hills | 22 de octubre | 23 de octubre  | Destrucción de 250 acres (1,01 km²). No se reportaron heridos.                                                                 |
| Wilcox         | 23 de octubre | 23 de octubre  | Destrucción de 100 acres (0,4 km²). No se reportaron heridos                                                                   |

#### Los Ángeles y Ventura
Los más críticos de los fuegos, el "Buckweed Fire" (Fuego de Buckweed), que se extendió por Santa Clarita en Agua Dulce y la comunidad de Canyon Country, fue originado por un niño que jugaba con fósforos; mientras que el "Ranch Fire", destruyó gran parte de los bosques de Los Ángeles y Los Padres. El fuego obligó muchas evacuaciones.
Los seis incendios fueron controlados en su totalidad. Se destruyó alrededor de 104 000 acres.
| Incendio    | Día de inicio | Controlado el  | Información |
| ----------- | ------------- | -------------- | --- |
| Ranch       | 20 de octubre | 1 de noviembre | Destrucción de 58 401 acres (236,3 km²), valorada la pérdida en $9 millones. No se reportaron heridos.           |
| Buckweed    | 21 de octubre | 1 de noviembre | Destrucción de 38 000 acres (153,8 km²), valorada la pérdida en $7,4 millones. Tres bomberos y un civil heridos. |
| Canyon      | 23 de octubre | 9 de noviembre | Destrucción de 4521 acres (18,3 km²), valorada la pérdida en $5,8 millones. Tres civiles heridos.                |
| Magic       | 22 de octubre | 31 de octubre  | Destrucción de 2824 acres (11,4 m²). No se reportaron heridos.                                                   |
| Rice        | 22 de octubre | 1 de noviembre | Destrucción de 9472 acres (38,3 km²), valorada la pérdida en $6,5 millones. Cinco heridos.                       |
| Meadowridge | 23 de octubre | 30 de octubre  | Destrucción de 40 acres (0,2 km²). No se reportaron heridos.                                                     |
| Nightsky    | 21 de octubre | 1 de noviembre | Destrucción de 35 acres (0,1 km²). No se reportaron heridos.                                                     |
| October     | 21 de octubre | 30 de octubre  | Destrucción de 20 acres (0,05 km²). No se reportaron heridos.                                                    |

#### Orange

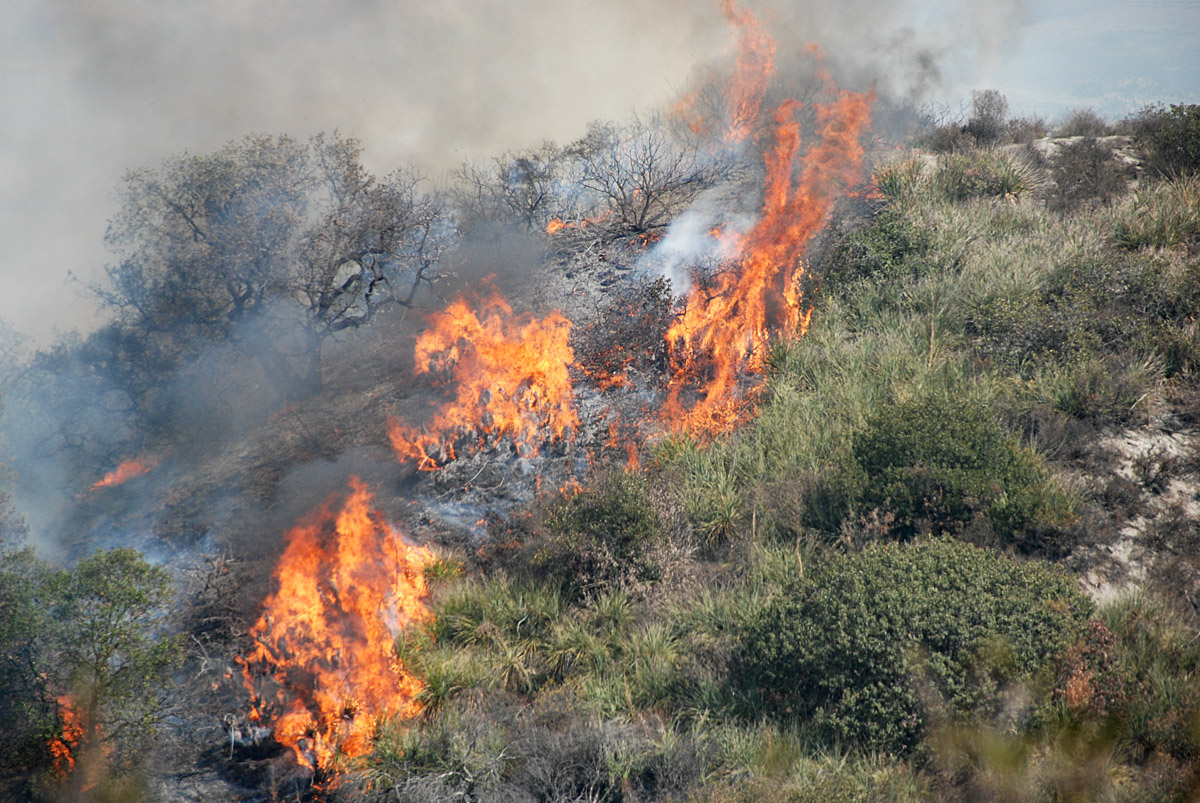
El incendio en el mes de octubre en Orange.

El fuego (Santiago Fire) empezó poco antes del anochecer el 21 de octubre de 2007 en las colinas norte de Irvine y este de la ciudad de Orange, fue finalmente apagado el 9 de noviembre. El fuego quemó alrededor de 28 500 acres (115 km²). Las estimaciones de daño ascendieron a $21,6 millones.

#### San Bernardino y Santa Bárbara
Se originaron varios incendios en distintos lugares de San Bernardino, aunque la mayoría de éstos fueron rápidamente controlados por los bomberos. Solo se reportaron dos bomberos heridos.
En Santa Bárbara, el fuego se inició el 21 de octubre de 2007. Destruyó un total de 710 acres (2,9 km²) cerca de "Los Olivos". Aproximadamente 2000 personas fueron afectadas y 800 casas destruidas antes de que el fuego fuera controlado al día siguiente.

#### Riverside

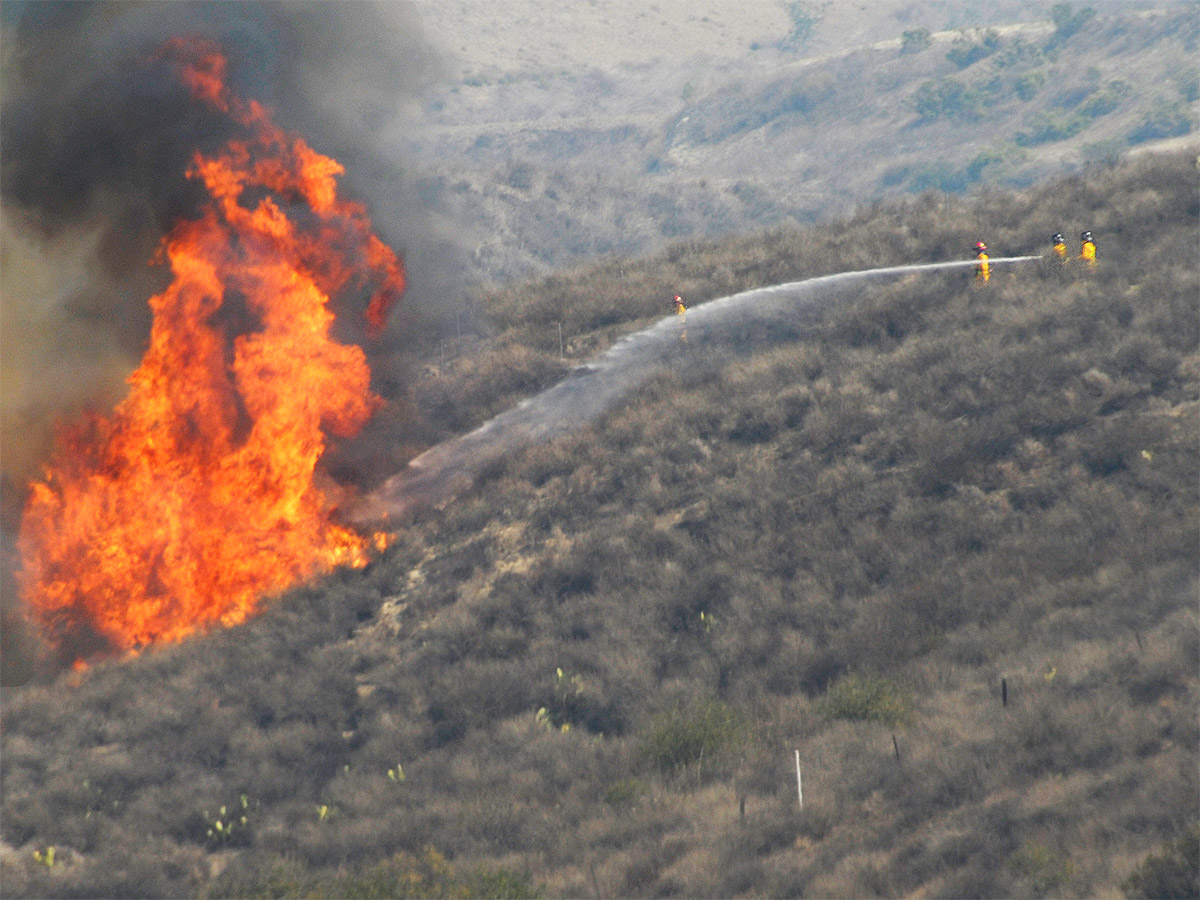
Bomberos intentan apagar el fuego.

Tres fuegos azotaron el condado de Riverside: El "Roca fire", el "Rosa fire" y el "Wildomar fire".
El Roca fire (fuego de Roca) empezó en la tarde del 21 de octubre en Aguanga, y destruyó 269 acres (1,09 km²). El fuego fue controlado el 22 de octubre. Una casa fue destruida y se reportó un herido.
El Rosa fire (fuego de la Rosa) empezó en la mañana del 22 de octubre en Temecula occidental y ha quemado 411 acres (1,66 km²). Varias personas tuvieron que evacuar, y varias calles fueron cerradas. El fuego no fue controlado hasta la tarde del 24 de octubre.
El Wildomar fire (fuego de Wildomar) empezó en la tarde del 24 de octubre entre las autopistas I-15 y I-215. Fue controlado el mismo día y quemó 20 acres (0,1 km²).

### Baja California
El coordinador ejecutivo de la DEPC, José Luis Rosas Blanco, informó que la contingencia atmosférica y la condición general no causaron problemas de iniciar incendios de gran magnitud, pero advirtió que se mantuvieron activos algunos incendios en Ensenada y Tecate, que lograron ser apagados en los días posteriores. Un siniestro en Ensenada obligó el lunes 22 a la evacuación de unas 100 familias. Los fuegos han sido controlados casi en su totalidad y el 25 de octubre se reportó que se consumieron 3000 has. Rosas Blanco consideró que en un lapso menor a las 24 horas, las condiciones del clima serían normales, y los vientos disminuirían su velocidad y aumentaría la humedad relativa en el ambiente.
En Tijuana, Tecate y Rosarito, sobre el océano Pacífico, estuvieron cubiertas con una capa de ceniza y el aire era irrespirable, lo que obligó a cancelar clases y cerrar comercios. Mientras que el paso fronterizo Tijuana-San Diego se mantuvo abierto.
Se reportaron a su vez a varios inmigrantes heridos que trataron de cruzar la frontera por las zonas devastadas por los incendios.

#### Tijuana
El 22 de octubre el paso por la carretera libre Tijuana-Tecate fue cerrado debido a un incendio que había destruido varias cabañas, indicó el técnico de Protección Civil Estatal.

#### Tecate
El titular de la DEPC, manifestó que en Tecate, persistían dos incendios alrededor del rancho La Puerta, y aseguró que hasta el momento no hay pérdidas humanas, a pesar de los incendios de zacatales. Días más tarde fueron controlados.
El director de Protección Civil de Baja California, Gabriel Gómez Ruiz, informó el 23 de octubre que el fuego cruzó la frontera de Tecate el 22 de octubre por la tarde "no se internó mucho" en territorio nacional.
Uno de los focos de incendio más activos se encontraba sobre la carretera Tecate-La Rumorosa, aunque no alcanzó a ninguna zona residencial ni dejó heridos, al margen de que las autoridades lograron controlarlo.